# كيني شيلس
كيني شيلس (بالإنجليزية: Kenny Shiels)‏ هو لاعب كرة قدم ومدرب كرة قدم بريطاني، ولد في 27 أبريل 1956 في Maghera ‏ في المملكة المتحدة. لعب مع ديري سيتي وليسبورن ديستليري ونادي بيليمينا يونايتد ونادي كوليرين.

## وصلات خارجية
- كيني شيلس على موقع قاعدة بيانات كرة القدم.إي يو (الإنجليزية)
- كيني شيلس على موقع Soccerbase.com (مدرب) (الإنجليزية)
- كيني شيلس على موقع عالم كرة القدم.نت (الإنجليزية)